# 成都工業學院
成都工業學院，現爲中華人民共和國四川省成都市的一所公立高等學校。該校歷史可追溯到1913年成立的「四川省立第一甲種工業學校」。截至2019年9月，該校共有教職工985人，其中專任教師646人，副高以上高級職稱教師328人，碩士及以上學位教師802人。。

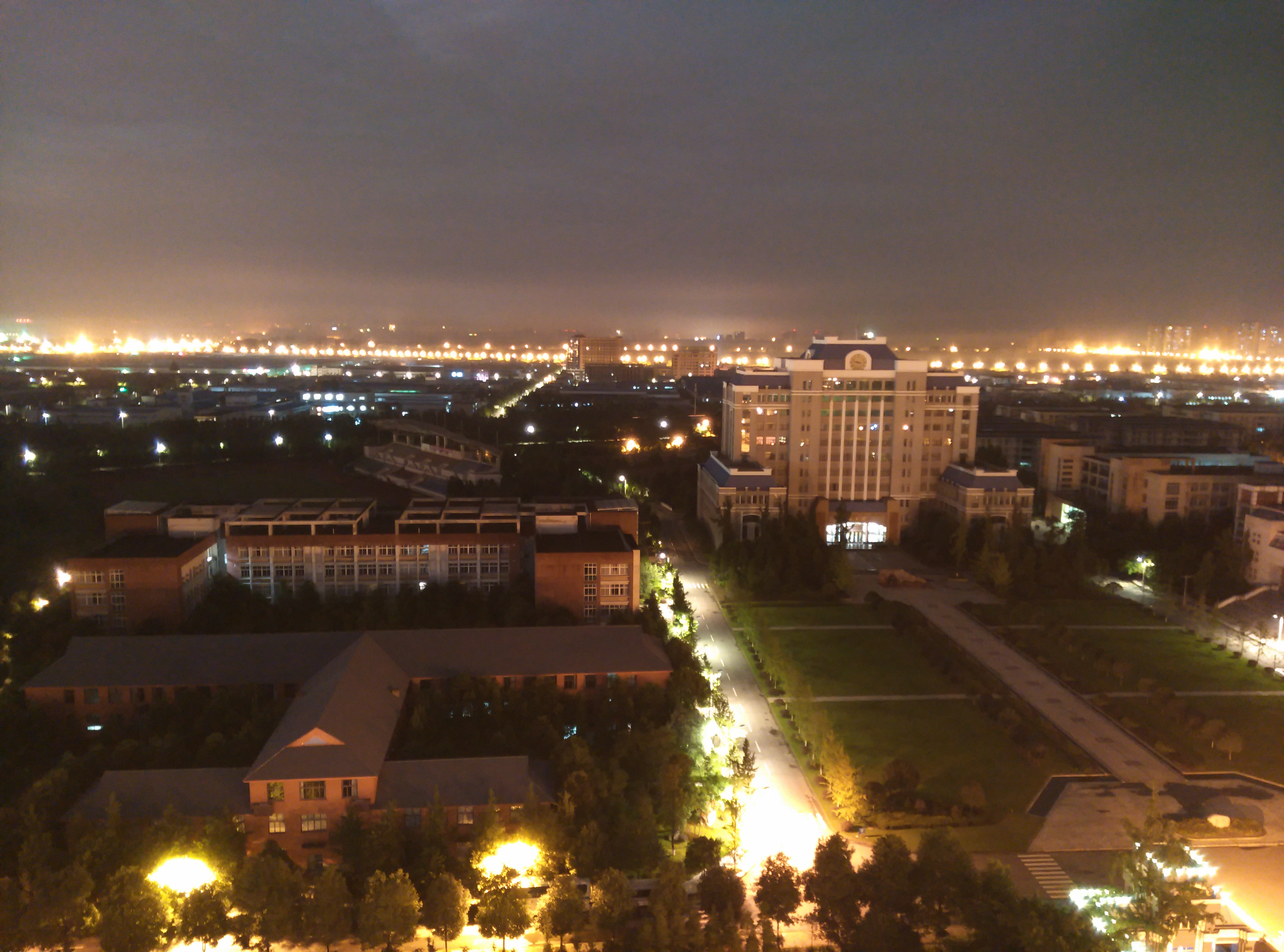
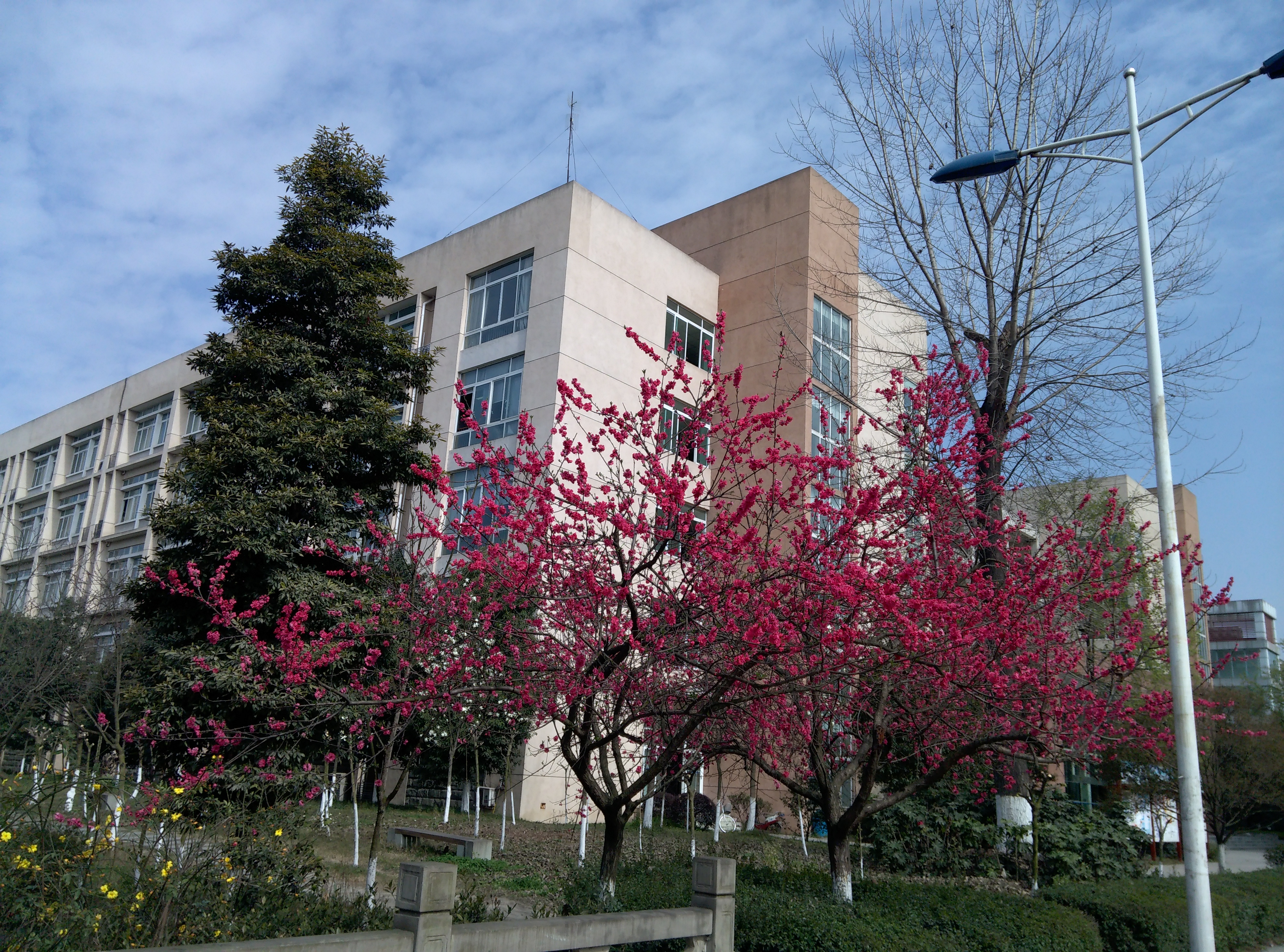
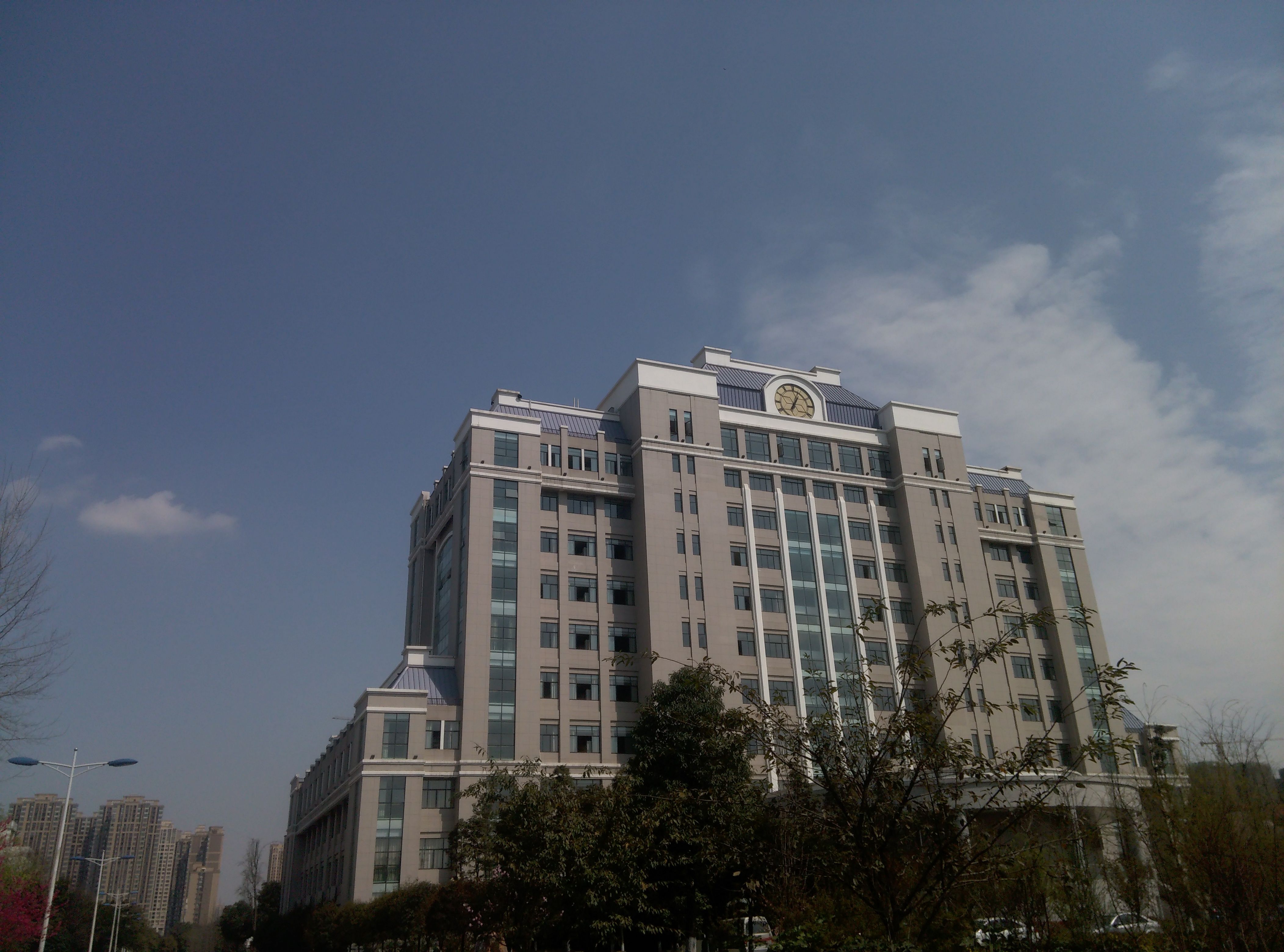